# Gynodiastylis carinirostris
Gynodiastylis carinirostris är en kräftdjursart som beskrevs av Hale 1946. Gynodiastylis carinirostris ingår i släktet Gynodiastylis och familjen Gynodiastylidae. Inga underarter finns listade i Catalogue of Life.